# Gurli Ewerlund
Gurli Ewerlund   (Malmö, 13 d'octubre de 1902 - Malmö, 10 de juny de 1985) va ser una nedadora sueca que va competir durant la dècada de 1920.
El 1924 va prendre part en els Jocs Olímpics de París, on va disputar tres proves del programa de natació. En els relleus 4x100 metres lliures guanyà la medalla de bronze fent equip amb Aina Berg, Wivan Pettersson i Hjördis Töpel; mentre en els 100 i 400 quedà eliminada en sèries.